# サン・クリストバル・デ・ラス・カサス

サン・クリストバル・デ・ラス・カサス はメキシコ合衆国チアパス州の都市である。
メキシコ中央平原の標高2100mに位置する。
市の名称はコンキスタドールの残虐な侵略行為に異を唱えた
スペイン人のカトリック教会司祭バルトロメ・デ・ラス・カサスにちなむ。
自治体の人口はトゥストラ・グティエレス、タパチュラに続きチアパス州では3番目に多い。
2003年、メキシコ政府観光局により同州で初めてプエブロ・マヒコに選ばれた。

## 歴史
この地域には数千年前からマヤ族のツォツィル族とツェルタルの人々が暮らしてきたが、1528年、スペインからのコンキスタドールの侵略を受ける。ディエゴ・デ・マザリエゴスに率いられた軍隊は道中でソケーやチアパネックの人々を殺戮し、
現在の市街地がある地域を占領。ビジャレアル・デ・チアパ・デ・ロス・エスパノーレスと名付け、チアパスの中心都市とした。
1535年3月1日、スペイン国王の命によりサン・クリスバル・デ・ロス・ジャノスと改名。
1536年7月7日、シウダ・レアル・デ・チアパと改名、市になる。
1829年7月27日、シウダ・デ・サン・クリストバルと改名。
1848年5月31日、ついに現在の名称であるサン・クリストバル・デ・ラス・カサスになる。
1934年2月13日、シウダ・ラス・カサスに変わるが、
1943年11月4日、ラファエル・パスカシオ・ガンボア博士によって現在の名称に差し戻しになった。
何度も街の名称が変更されているが、現地の人々は伝統的にホベル（Jovel; ツォツィル語: Jobel）と呼び続けている。また、数十年前まではウエイサカトラン（Hueyzacatlan）という名称も使われていた。

## サパティスタ民族解放運動
1994年1月、サパティスタ民族解放軍がサン・クリストバルを含むチアパス州の4つの都市において武装蜂起した。
住人の多くはサパティスタに反対する立場であったが、貧困層は彼らに協調した。
やがてサパティスタの活動が対話路線に変換するに従って支持を増し、2006年には彼らの指導者がメキシコ全土をまわるという
政治キャンペーンがサン・クリストバルからスタートした。今では街中にサパティスタ関連のポスター、
人形、Tシャツなどが見られ、観光資源の一つとなっている。

## 人口推移
1970年代にサン・クリストバル渓谷に出来たトンネルの恩恵により、慢性化していた水不足が解消され、人口増加が進んでいる。
1994年に武力衝突と政府による農村住民の強制立ち退きがあったが、現在は収束して再び人口が増えている。

## 観光都市
周囲にマヤ族の伝統的な集落が多く残り、世界遺産のパレンケへも半日でアクセスできる位置にある。
サン・クリストバル渓谷やモスビキル遺跡なども世界中からの観光客を集める要素となっている。

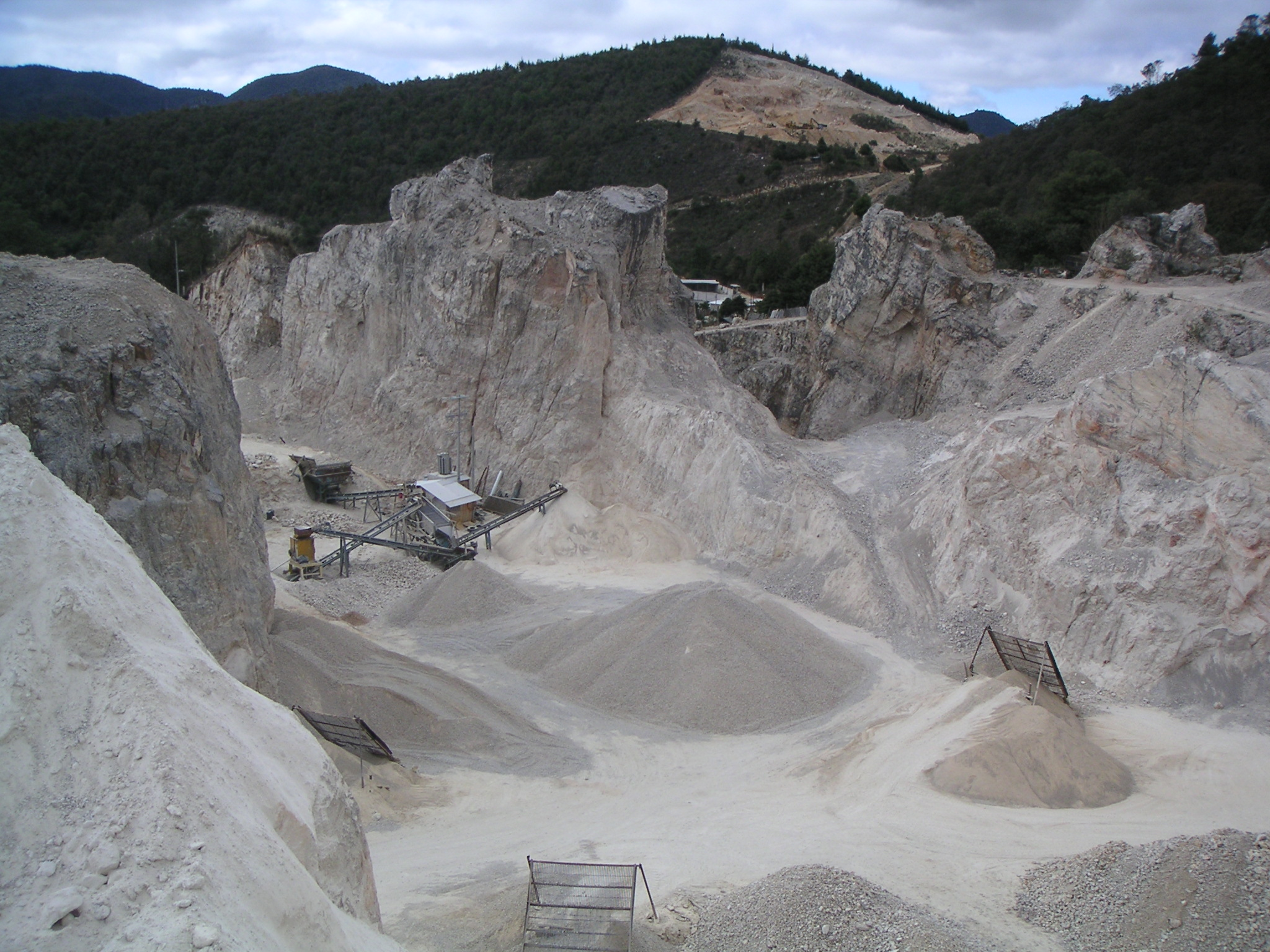
市周辺の採石場

## 宗教
カトリック信者が多いが、プロテスタント教会もたくさんある。最近はマヤ族にもイスラム教徒が増え、
周辺の村にモスクを築いている。

## 自然環境
市の内外にはいくつかの湿地帯があり、この地域固有の"ポポヨテ"という魚が生息するが、河川の汚染が著しいことが問題となっている。
周辺の山々は採石が酷く進んでおり、計画性のない開発と森林への入植により、市内への洪水が懸念されている。

## 炭酸飲料と糖尿病
メキシコは世界でも有数の甘味飲料の消費量が多い国として知られるが、サン・クリストバル市街とその周囲の高地の住民たちは、1日平均で2リットル以上の炭酸飲料を消費する。チアパス州における糖尿病の死亡率は、2013年から2016年の間に30パーセント増加し、糖尿病が心臓病に次いで同州の死因の2番目となり、毎年3千人以上が死亡する。同地域は水不足が深刻で水道が出るのは週に数回だけでかつ、塩素濃度が高すぎて飲めない。多くの住民は地元の瓶詰め工場で生産され、ボトル入りの水よりも入手しやすく、価格もほぼ同程度のコカ・コーラを飲む習慣がある。糖尿病の流行と慢性的な水不足という二重の危機に悩まされているサンクリストバル島の住民らは、その唯一の原因が町外れにある巨大なコカ・コーラ工場であることを特定した。同工場は連邦政府との数十年にわたる協定で、一日当たり30万ガロン以上の水を採水する許可を取得している。2017年4月、覆面をした抗議活動参加者らが「コカ・コーラはわれわれを殺す」と書いた十字架を掲げて工場に行進し、政府に工場の閉鎖を要求した。
この工場は、メキシコおよびその他のラテンアメリカ全土でコカ・コーラを瓶詰めして販売する権利を所有する食品・飲料大手フェムサ（Femsa）社が所有する。 フェムサはメキシコで最も有力な企業の1つで、メキシコのコカ・コーラ社の元最高経営責任者、ビセンテ・フォックス・ケサーダは、2000年から2006年まで同国の大統領を務めた。北米自由貿易協定（NAFTA）はフェムサにとって有利であり、フェムサは数億ドルの海外投資を受けている。地元の活動家で、同社に対するボイコットや抗議活動の組織化に貢献したマルティン・ロペス・ロペスは「コカ・コーラは虐待的で、操作的だ。彼らは私たちのきれいな水を奪い、それを染色し、それが生命の輝きだとテレビで騙す。さらに彼らはお金を持って行く」と語った。 同社はサンクリストバル州の重要な経済力でもあり、約400人を雇用し、州に約2億ドルの経済効果を与えている。しかし、ミシガン州ケタリング大学の社会科学者ローラ・メバートは、コカ・コーラが水の特権に対して支払っている金額は不釣り合いに低額で、260ガロン当たり約10セントだと述べている。
半世紀前にコカ・コーラがこの地に到着して以来、コカ・コーラは地元の文化と深く結びついている。地元の健康擁護活動家らは、1960年代に始まったコカ・コーラとペプシコーラによる積極的なマーケティングキャンペーンが、カトリックとマヤの儀式を融合させた地元の宗教的慣行に砂糖入りのソフトドリンクを組み込むのに役立ったと主張している。サンファン チャムラでは、ボトル入り炭酸飲料が、街の先住民ツォツィル族が大切にしている宗教的儀式を支えている。ツォツィル人の多くは、炭酸ソーダには病気を治す力があると信じており、嘔吐と下痢で衰弱していた幼い娘を炭酸飲料が治すのにどのように役立ったかを証言する住民すらいる。しかし、サンクリストバル島の多くの住民は、安価なコカ・コーラの普及と、ほぼすべての家庭に蔓延する糖尿病は、同社に対する怒りを増幅させていた。